# Ersea
Ersea (łac. ersaea) – stadium rozwojowe kolonijnych stułbiopławów z rzędu rurkopławów.
Stadium ersei powstaje w wyniku rozmnażania bezpłciowego (pączkowania), poprzez oderwanie się kormidium, zwanego w tym przypadku erseomem, od reszty kolonii (kormusu). Występuje u przedstawicieli podrzędu Calyconectae. W skład ersei wchodzi fyllozoid, daktylozoid, nektofor, gastrozoid i gonozoid. Jest to stadium wolno żyjące, samodzielnie pływające i zdolne do rozmnażania płciowego.
Nazwa stadium pochodzi od nazwy rodzajowej Ersaea z rodziny Diphyidae, obecnie synonimicznej z rodzajem Diphyes.